# Camponotus herculeanus
Espèce
Camponotus herculeanus est une espèce de fourmi du genre Camponotus. Tout d’abord décrite comme Formica herculeana par Linné en 1758, l’espèce a été incluse dans le genre Camponotus par Mayr en 1861.

## Description
Il s'agit d'une des plus grandes espèces françaises, la gyne pouvant atteindre jusqu'à 2 cm.
Les ouvrières de 7 à 15 mm, présentent quant à elles un fort polymorphisme de caste avec des minors, des médias et des majors.

Rouges et noires, elles peuvent être confondues avec leurs cousines Camponotus ligniperdus dont l'aire de répartition est chevauchante. On notera cependant une préférence pour les altitudes élevées chez Camponotus herculeanus.

La gyne, par contre, est plus foncée, avec une coloration caractéristique des premiers segments du gastre en noir, contrairement à ligniperdus.
Cette fourmi charpentière aime construire son nid dans le vieux bois humide où elle peut évider de grandes cavités.